# Scott Sunderland (ciclista, 1966)
Scott Sunderland (28 de novembro de 1966) é um ex ciclista australiano.
Nasceu em Inverell (Nova Gales do Sul), onde trabalhou duplos turnos nos matadouros para arrecadar o dinheiro necessário para o seu salto como ciclista na Europa.
Estreiou como profissional em 1990. Em 1998, durante a disputa da Amstel Gold Race, foi golpeado pelo carro de Cees Priem, director da sua ex equipa TVM. Retirou-se em 2004.
Depois da sua retirada tem sido director desportivo da CSC de Bjarne Riis e a Sky de Dave Brailsford.

## Palmarés
| 1988 - Giro do Mendrisiotto 1991 - Troféu Pantalica 1996 - 1 etapa do Tour de Valônia 1998 - Nokere Koerse 1999 - 1 etapa da Volta a Castela e Leão - 1 etapa da Volta a Galiza | 2000 - 3.º no Campeonato da Austrália em Estrada 2001 - 1 etapa do Herald Sun Tour - G. P. de Fourmies - Grande Prêmio Pino Cerami 2002 - 1 etapa da Volta à Áustria |

## Equipas
- TVM (1990-1994)
- Lotto (1995-1996)
- Gan (1997)
- Palmans (1998-2000)
- Fakta (2001-2003)
- Alessio-Bianchi (2004)